# BORG Bad Aussee
Das Erzherzog Johann BORG Bad Aussee ist ein Bundesoberstufenrealgymnasium in der Stadtgemeinde Bad Aussee im Bezirk Liezen in der Steiermark.

## Geschichte

### Private Maturaschule
Die Schule wurde am 6. November 1952 vom ehemaligen SS-Offizier Wilhelm Höttl als private Maturaschule für Jugendliche mit Schulschwierigkeiten gegründet. Die Finanzierung dieser Privatschule – inoffiziell „Höttl-Schule“ genannt – erfolgte aus illegalem Kriegsgeld. In den Jahren 1955 und 1956 eröffneten zwei Wohnhäuser für Internatsschüler. 1956 wurde die „Ausseer Privatmittelschule GesmbH“ gegründet sowie die Villa Margit als Schulgebäude für sieben Klassen eröffnet. Am 6. Juni 1956 erhielt die Schule schließlich das Öffentlichkeitsrecht.
1960 bezog die private Mittelschule ein neu errichtetes Schulhaus im Bad Ausseer Ortsteil Obertressen-Praunfalk (hier war später die Otto-Körber-Hauptschule untergebracht, die heutige Neue Mittelschule Bad Aussee). Zu diesem Zeitpunkt hatte sie rund 400 Schüler, davon 320 Internatsschüler. Die Internatsschüler waren in neun verschiedenen Häusern untergebracht.
Die Schulgründung sorgte für viel Kritik: Die Schule ermögliche eine billige Matura für Kinder reicher Eltern und Schulleiter Höttl würde Nazi-Kameraden als Lehrer beschäftigen (André Heller bezeichnete die Schule als „Nazi-Reservat“). Die Behörden reagierten und entzogen der Schule 1961 das Öffentlichkeitsrecht. Daraufhin gingen die Schülerzahlen stark zurück. Im Jänner 1964 folgte schließlich die Insolvenz.

### Oberstufen-Realgymnasium der Gemeinde
Nach dem Konkurs übernahm die Marktgemeinde Bad Aussee die Rolle des Schulträgers und führte den Betrieb weiter. Im darauf folgenden Jahr wurde der Schule wieder das Recht zur Abhaltung von Reifeprüfungen zuerkannt, und ab 28. September 1968 wurde mit dem Bau der Turnhalle in Obertressen begonnen. Im Jahr 1976 erhielt die Schule den Namen „Oberstufen-Realgymnasium Bad Aussee“.

### Oberstufen-Realgymnasium des Bundes
1978 wurde das ORG Bad Aussee von der Republik Österreich als Bundesschule übernommen und trägt seither die Bezeichnung „Bundes-Oberstufen-Realgymnasium“ (BORG). Seit dem Schuljahr 1984/85 hat die Schule ihren Sitz im damals neu errichteten Bad Ausseer Bundesschulzentrum. Am 11. September 1998 wurde die Institution nach Erzherzog Johann umbenannt und heißt seither „Erzherzog-Johann-BORG Bad Aussee“. Das BORG Bad Aussee gliedert sich in einen naturwissenschaftlichen Zweig, einen bildnerischen Zweig und in einen Zweig mit dem Schwerpunkt Musik.

### Bekannte Schüler
- Harald Ertl (1948–1982), Automobilrennfahrer
- André Heller (* 1947), Multimediakünstler, Aktionskünstler, Kulturmanager, Autor, Lyriker, Chansonnier und Schauspieler
- Alfred Komarek (1945–2024), Schriftsteller
- Niki Lauda (1949–2019), Automobilrennfahrer, Unternehmer und Pilot
- Helmut Marko  (* 1943), Jurist, Hotelier sowie ehemaliger Automobilrennfahrer
- Thomas Prinzhorn (* 1943), Industrieller und Politiker
- Hans Pusch (* 1943), Medienexperte und Politikberater
- Jochen Rindt (1942–1970), Automobilrennfahrer
- Peter Schachner-Blazizek (* 1942), Kommunalmanager, Finanzwissenschaftler und Politiker